# Bovijoppa rufogena
Bovijoppa rufogena là một loài tò vò trong họ Ichneumonidae.